# Kat Kampmann
Kat Kampmann, genannt Kathinka, (* 29. Dezember 1908 in Berlin als Emma Käte Krischke; † 26. Februar 1997 in Rangsdorf) war eine deutsche Malerin.

## Leben

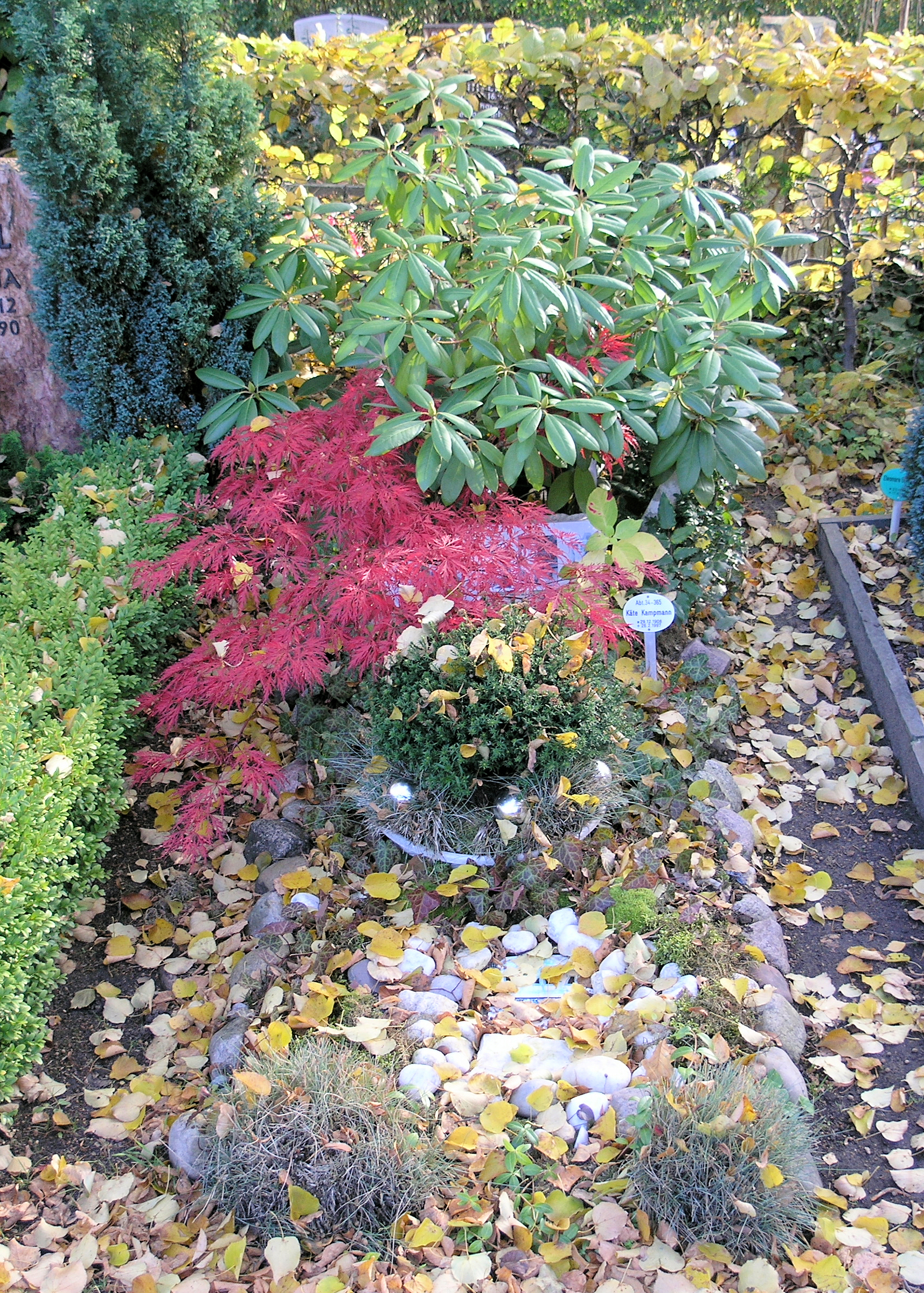
Grabstätte auf dem Friedhof Stubenrauchstraße 43–45, in Berlin-Friedenau

Käte Krischke wurde 1908 als Tochter von Bruno und Emma Krischke geboren. Sie besuchte nach dem Lyzeum von 1925 bis 1928 die Textil- und Modeschule der Stadt Berlin an der Warschauer Brücke. Dort lernte sie als 17-jährige Schülerin den Maler, Grafiker und Bildhauer Walter Kampmann kennen, der ebenda seit Anfang der 1920er-Jahre als Lehrkraft arbeitete und die Entwurfsklasse sowie die Arbeitsgemeinschaft für angewandte Kunst leitete. Krischke war bis 1932 Meisterschülerin bei Kampmann und wurde danach seine Mitarbeiterin in der Arbeitsgemeinschaft. Daneben war sie ab 1930 freiberuflich tätig; sie arbeitete für verschiedene Auftraggeber und stickte außerdem Bilder mit Stoffen in Collagenform, die sie auf Messen und bei der Großen Berliner Kunstausstellung ausstellte.
Im Januar 1934 heiratete sie Walter Kampmann, der drei Kinder mit in die Ehe brachte. Als Mitglied der Künstlervereinigung Novembergruppe verlor Kampmann nach der „Machtergreifung“ der Nationalsozialisten seine Anstellung an der Modeschule, es folgten Arbeitsverbot und weitere Repressalien. Am 15. März 1933 stürmten SA-Truppen die Wohnungen der Berliner Künstlerkolonie. Kampmann zog daraufhin mit Käte und den Kindern von Berlin nach Rangsdorf und trat aus dem öffentlichen Leben zurück.
Nach dem Tod ihres Mannes 1945 sorgte Kat Kampmann für die aus der Ehe hervorgegangenen Kinder, indem sie aus Mantelstoffen Handschuhe fertigte, Stoffe webte und nebenher Postkarten malte, die sie dann verkaufte. 1952 zog sie mit ihren Kindern nach West-Berlin. Ausgehend von der Gelegenheitsmalerei begann sie als freie Malerin zu arbeiten, wobei sie verschiedene Techniken ausprobierte: Kugelschreiber, Faserstifte, Aquarellmalerei, später folgten Radierungen, Linolschnitte und Arbeiten mit Öl und Buntstiften.
Entgegen der modernen Zeitströmung arbeitete sie zunächst gegenständlich, doch Ende der 1950er Jahre wandte sie sich der abstrakten Malerei zu. Sie bezeichnete ihren Stil selbst als „lyrisch expressiv“.
Erstmals stellte sie ihre Bilder 1958 auf der Großen Berliner Kunstausstellung öffentlich aus. Es folgten weitere Ausstellungen u. a. vor allem in Berlin und in Stuttgart. Ihre abstrakten Motive orientieren sich an der Natur und deren Strukturen. Sie griff dabei zu kräftigen leuchtenden Farben. In ihren Bildern verarbeitete sie Impressionen ihrer Heimat wie auch Eindrücke von Reisen, die sie gemacht hatte, z. B. nach Verona, Venedig, Florenz und an den Gardasee.
1960 nahm sie den auf den ersten Blick geschlechtsneutralen Künstlernamen Kat an. Bis zu ihrem Tod lebte sie als freie Malerin in Berlin. Zu ihrem 85. Geburtstag ehrte sie die Berliner Künstlerkolonie mit einer umfassenden Werkretrospektive in der Kommunalen Galerie in Berlin-Charlottenburg. Von 1973 bis Anfang der 1990er Jahre lebte sie in der Künstlerkolonie Berlin, später in Rangsdorf.
Sie wurde in Berlin auf dem Friedhof Stubenrauchstraße beigesetzt. Ihr dokumentarischer Nachlass befindet sich in der Berlinischen Galerie.
Kat Kampmann hatte drei Kinder, der Bildhauer Rüdiger-Utz Kampmann, Isa-Gabriele und die Kostümbildnerin Cornelia-Angelika Kampmann-Tennstedt.